# 472

472(사백칠십이)는 471보다 크고 473보다 작은 자연수다.

## 수학
- 합성수로, 그 약수는 1, 2, 4, 8, 59, 118, 236, 472이다. 진약수의 합은 428이므로, 472는 부족수다.
- 36번째 불가촉수다. 앞의 불가촉수는 448, 다음은 474다.
- {\displaystyle 3^{58}-1}은 472로 나누어떨어진다.

## 과학
- NGC 472(영어판): 물고기자리 방향에 있는 나선 은하.

## 교통

### 항공
- 일본항공 472편 납치 사건

### 도로
- 일본 472번 국도(일본어판): 도야마현 이미즈시에서 기후현 구조시까지 이어지는 일본의 국도.
- 현도 제472호선

## 문화유산
- 대한민국의 보물 제472호: 의령 보천사지 승탑
- 대한민국의 사적 제472호: 창원 진동리 유적

## 기타
- 연도: 472년, 기원전 472년